# 31 juillet 1924
Le jeudi 31 juillet 1924 est le 213e jour de l'année 1924.

## Naissances
- Ben Zion Abba Shaul (mort le 13 juillet 1998), rabbin sépharade ;
- Ip Chun, maître de Wing Chun ;
- Garard Green (mort le 26 décembre 2004), acteur ;
- Werner Jauslin (mort le 23 mars 2015), homme politique suisse ;
- Jan Saverys (mort le 25 septembre 2017), peintre belge ;
- Jean-Marc Théolleyre (mort le 12 juin 2001), journaliste français ;
- Fred Wendorf (mort le 15 juillet 2015), égyptologue américain.

## Décès
- François-Joseph de Battenberg (né le 24 septembre 1861), militaire allemand ;
- Giovanni Battista De Toni (né le 2 janvier 1864), biologiste, auteur de travaux scientifiques et historiques ;
- Fusanosuke Gotō (né le 14 novembre 1879), soldat de l'armée impériale japonaise ;
- John Morrissy (né le 13 août 1854), personnalité politique canadienne.